# カール・シュヴァルツシルト
カール・シュヴァルツシルト（ドイツ語: Karl Schwarzschild, 1873年10月9日 - 1916年5月11日）は、ドイツの天文学者、天体物理学者。日本語ではシュワルツシルトやシュバルツシルトとも表記される。

## 略歴
フランクフルト・アム・マインでユダヤ系ドイツ人の子として生まれる。最初の論文は僅か16歳で公表され、神童と呼ばれた。1891年、シュトラスブルク大学に入学、ミュンヘン大学に移り学位を取得。ジュール＝アンリ・ポアンカレの理論の研究で1896年に博士号を得た。
1901年、28歳でゲッティンゲン大学準教授および同天文台長、1909年、ポツダム天体物理天文台の台長に就任。1912年にはプロイセン科学アカデミーの会員となった。 1914年に第一次世界大戦が勃発すると40歳以上だったにもかかわらず軍に入隊した。彼は西部戦線と東部戦線のどちらでも前線で戦い、中尉にまで昇進した。
1915年、ドイツ軍の砲兵技術将校としてロシアで従軍中、天疱瘡と呼ばれる痛くて稀な皮膚病に苦しむことになる。にもかかわらず、アインシュタインの一般相対性理論から重力場を記述する重力方程式から導き出された最初の特殊解（シュヴァルツシルトの解）を発見し、直後にはアインシュタインに手紙を送っている。論文は、アインシュタインが従軍中のシュヴァルツシルトに代わってドイツ・アカデミーに提出した。
この論文では、ある空間に極めて高い質量が存在する場合、空間自体が重力で歪み、「シュヴァルツシルト半径」と呼ばれる特殊な球形の領域が発生、近い場所ではその重力で光が吸い寄せられ、領域の内側では光の速度でも抜け出せないことを表しており、ブラックホールの存在を示唆していた。論文発表から4ヶ月後、従軍中の病気が元で死去する。

## 備考
業績を記念して、ドイツ天文協会 (AG、Astronomische Gesellshaft) では天文学上の功績に対して贈る「カール・シュヴァルツシルト賞」を設立している。
息子のマーティン・シュヴァルツシルト（Martin Schwarzschild, 1912年 - 1997年）はアメリカの天体物理学者で、主として恒星進化論の分野での功績を残し、『恒星の構造と進化』（1958年）を著している。
月のクレーター、シュヴァルツシルト（ドイツ語版）は彼にちなんで命名された。